# Jens Möckel
Jens Möckel (* 21. Februar 1988 in Leipzig) ist ein ehemaliger deutscher Fußballspieler. Er spielt vorrangig auf der Position des Innenverteidigers.

## Karriere
Möckel spielte in der A-Junioren-Bundesliga für den FC Sachsen Leipzig und war nach seinem Wechsel in die erste Mannschaft in der Oberliga Nordost-Süd aktiv. Er entwickelte sich schnell zum Stammspieler. Zur Saison 2008/09 wechselte der Sachse zum Drittligisten FC Rot-Weiß Erfurt, bei dem er sich gegen die Konkurrenz auf der Innenverteidiger-Position durchsetzte. Für die Erfurter bestritt der Abwehrmann zwischen 2008 und 2011 insgesamt 93 Drittligaspiele, in denen er vier Treffer erzielte. Innerhalb von drei Spielzeiten bekam Möckel 38 Gelbe Karten, womit er bis heute den Drittliga-Rekord hält.
Mit Beginn der Saison 2011/12 wechselte Möckel zum Zweitliga-Aufsteiger Dynamo Dresden. Er erhielt einen Zweijahresvertrag bis zum 30. Juni 2013. Dieser wurde jedoch nach einem Jahr Anfang August 2012 im beiderseitigen Einvernehmen aufgelöst, nachdem Möckel sich bei der SGD nicht durchgesetzt hatte und nur in der zweiten Mannschaft zum Einsatz gekommen war.
Einen Tag später unterschrieb Möckel einen Einjahresvertrag bis zum 30. Juni 2013 bei seinem alten Verein, dem FC Rot-Weiß Erfurt, welchen er nach einem erfolgreichen ersten Jahr bis zum 30. Juni 2016 verlängerte. Nach einem Schienbeinbruch im September 2013 fiel er für sechs Monate aus.
Im Zuge der Saison 2014/15 absolvierte er nach einer soliden Hinrunde insgesamt 21 Spiele. Aufgrund eines Knorpelschadens im linken Knie, der wohl im Zusammenhang mit seiner früheren Schienbeinverletzung stand, unterzog er sich am 6. Januar 2015 einer umfangreicheren Operation und fiel bis zum Saisonende aus. Nach über einem Jahr Pause gab er im Februar 2016 sein Comeback in der 3. Liga. Bis zum Saisonende absolvierte er noch neun Spiele, in denen er zwei Tore erzielte.

## Erfolge
- Thüringer Landespokalsieger: 2016/17 mit dem FC Rot-Weiß Erfurt